# George Washington (The Athenæum Portrait)
Le George Washington (The Athenæum Portrait), a été réalisé par Gilbert Stuart, en 1796. Cet Athenæum Portrait - également connu sous le nom The Athenæum - est un tableau inachevé représentant l'ancien président des États-Unis George Washington. Il est considéré comme l'œuvre la plus notable de Stuart. Cette peinture représente Washington à l'âge de 65 ans (environ trois ans avant sa mort) sur un fond brun. Ce portrait a servi de modèle pour le billet de 1 dollar américain.

## Contexte
Gilbert Stuart, qui peint ce portrait de George Washington et son pendentif, le portrait de Martha Washington, est considéré l'un des plus grands portraitistes des États-Unis : il était le peintre officiel de la nouvelle nation et il a représenté également de nombreuses personnalités politiques et riches citoyens, dont James Monroe, James Madison et John Adams.
Né au Rhode Island, Stuart avait étudié à Londres avec Benjamin West et il a développé son style fluide, basé sur le portrait anglais contemporain. De retour aux États-Unis, en 1792, il établit ses studios à Philadelphie et à Washington, D.C. Il travailla aussi à New York, avant de s'établir définitivement à Boston, en 1805.
Ce portrait - considéré comme le plus célèbre de George Washington - a été commandé par Martha Washington à Stuart, avec son pendentif, peu avant que le président ne se retire de sa fonction publique. Les deux portraits ont été peints à Germantown, un quartier juste à l'extérieur de Philadelphie. 
Stuart n'a jamais livré ces portraits, il ne les a jamais finis : mais il a vu de la puissance dans le visage de George Washington qu'il avait peint. Il a demandé donc au président de garder la version inachevée. Profitant d'un marché avide d'images du président bien-aimé et de la popularité de Washington, comme héros national, que s'intensifia après sa mort, Stuart utilisa ce portrait comme modèle pour des nombreuses répliques, commandées au fil des ans. 
Toutefois, Stuart aurait déclaré que cette image était « irrévérencieusement » son billet de « 100 $ » : c'est le prix qu'il demandait pour chaque copie et il a en peint plus de soixante exemplaires.
Ce portrait de Washington, inachevé, a été utilisé pour en créer de nombreux autres, y compris l'image sur le billet de un dollar. Cette image a été aussi utilisée pour des cartes postales et pour des timbres-poste.

## Timbres-poste

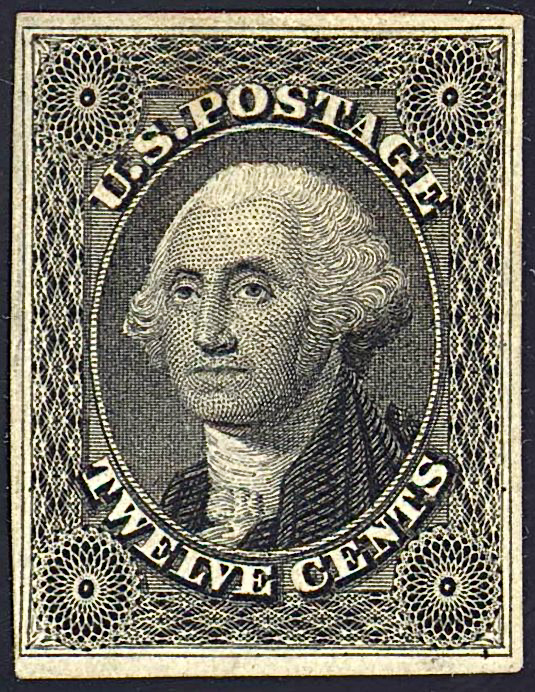
Timbre-poste, 12¢, G. Washington, 1851.
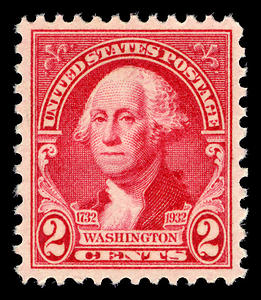
Timbre-poste, 2¢ rouge, bicentenaire G. Washington, 1932.

## Propriétaires
On l'a nommé l'Athenæum parce que, après la mort de Stuart, ce portrait appartenait à la bibliothèque et galerie d'art Boston Athenæum. Le tableau - à Stuart jusqu'à sa mort en 1828, puis à sa fille Jane Stuart - a été acheté en mai 1831 et pour 1 500 $ par l'Athenæum de Boston, avec l'argent recueilli par la Washington Monument Association. 
En 1876, le Boston Athenæum a déposé cette peinture au Musée des Beaux-Arts de Boston. En 1980, elle a été achetée par le Musée des beaux-arts de Boston et par la National Portrait Gallery des États-Unis. Elle est maintenant exposée au Musée des beaux-arts de Boston.

## Images

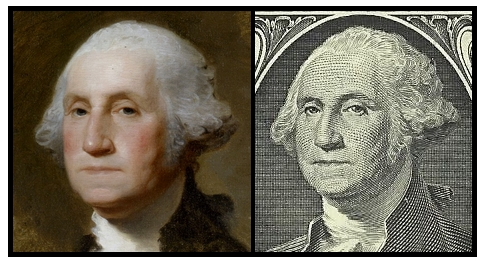
Portrait dans l'Athenæum Portrait et dans le 1 dollar des États-Unis.
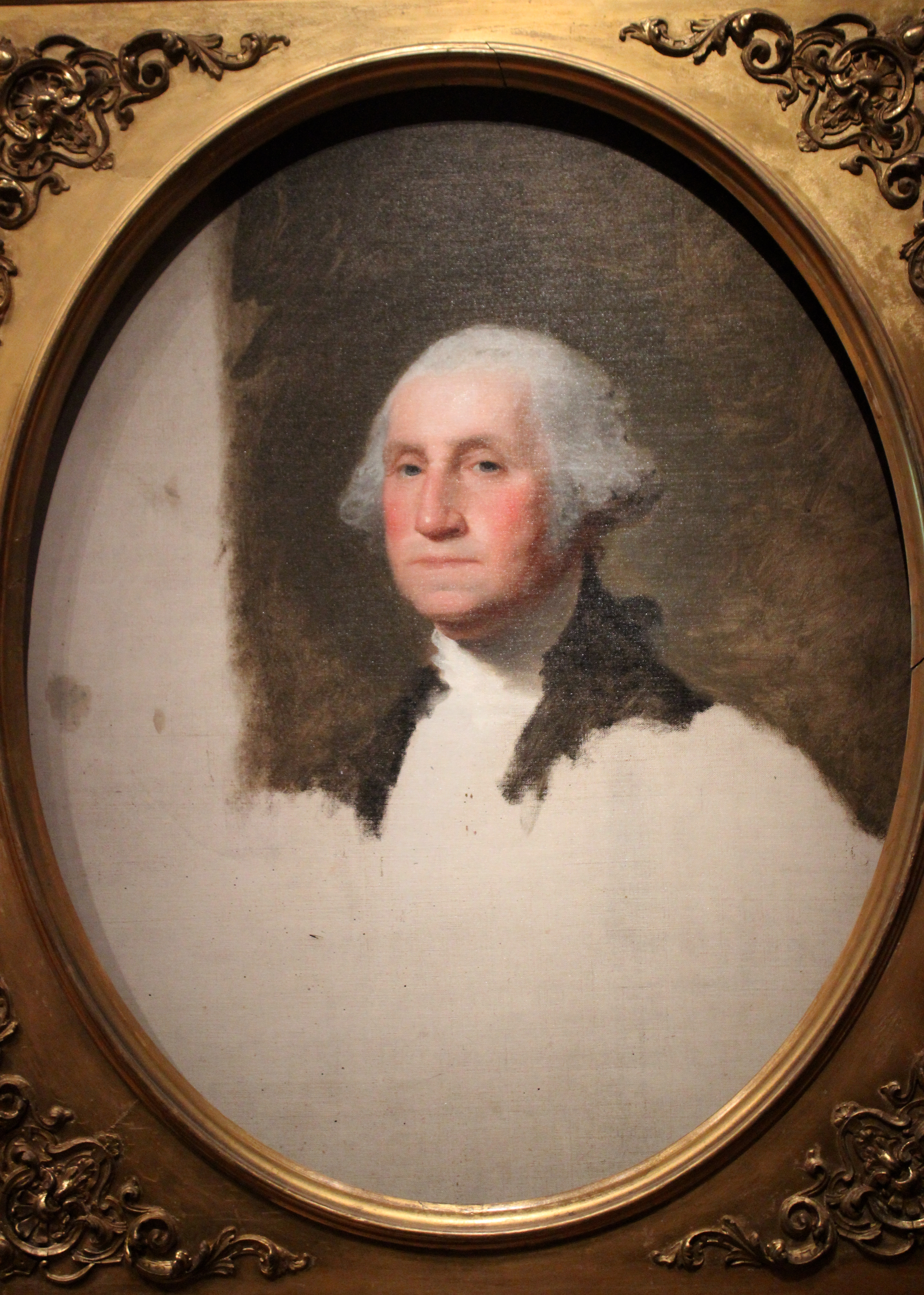
George Washington (Boston).
Carte postale, 1898-1931 (New York Public Library)